# 中星1D通信卫星
中星1D是由中国航天科技集团五院研制的一颗通信卫星。于2021年11月27日0时40分（UTC+8），在西昌卫星发射中心由长征三号乙运载火箭发射升空并进入预定轨道。将提供语音、数据、广播电视传输服务。